# Basalys fumipennis
Basalys fumipennis är en stekelart som beskrevs av John Obadiah Westwood 1833. Basalys fumipennis ingår i släktet Basalys, och familjen hyllhornsteklar. Arten är reproducerande i Sverige.